# 细瘦孔颖草
细瘦孔颖草（学名：Bothriochloa gracilis），为禾本科孔颖草属下的一个植物种。其种加词来源于拉丁文“gracilis”，意为“细长的”。